# Hyacinthe du Pontavice de Heussey
Pour les articles homonymes, voir Pontavice.
Joachim Marie Hyacinthe Désiré du Pontavice de Heussey, né à Tréguier (Côtes-d'Armor) le 28 octobre 1814 et mort à Londres le 15 mai 1876, est un poète français.

## Biographie
Issu de la famille du Pontavice, il est le fils de Marie Hyacinthe Olivier du Pontavice de Heussey (1788-1873) et de Léocadie Guillard de Kersauzic (1791-1858). Marié à Harriett Romer en 1843, il est élu commandant de la Garde nationale de Tréguier en 1848. Conseiller municipal de Fougères (Ille-et-Vilaine) de 1860 à 1865, il se met à la tête d'un corps franc qu'il équipe à ses frais pendant la guerre de 1870. Considéré comme le mentor d'Auguste de Villiers de L'Isle-Adam, il fréquente Baudelaire et Marie d'Agoult, échange quelques lettres avec George Sand. 
Il est le père de Jules (1848-1928), général de brigade, Robert (1850-1893), écrivain, et Olivier (1853-1933), directeur des haras nationaux. Avec Hyacinthe, la branche de Heussey de la grande famille du Pontavice a une descendance jusqu'à aujourd'hui. 
Hyacinthe du Pontavice de Heussey est inhumé à Saint-Germain-en-Coglès (Ille-et-Vilaine).

## Œuvres
- Nuits rêveuses (1840)
- Études et aspirations, première série (1857)
- Études et aspirations, première et deuxième série (1859)
- Sillons et débris (1860)
- Poèmes virils (1862)
- Œuvres complètes (1887) Texte en ligne 1 2

### Traductions
- Manfred et Lara (1856) de Lord Byron